# Августдорф
А́вгустдо́рф (нім. Augustdorf) — колишня німецька колонія в межах містечка Снятина, що існувала протягом 1834—1940 років. З'явилась внаслідок німецької колонізації Галичини наприкінці XVIII — середини XIX століття. Вважалась однією з найбільших німецьких колоній у королівстві Галичини та Володимирії і в Галичині. 
У жовтні 1939 року майже все населення колонії було примусово репатрійоване на історичну батьківщину. З 1940 року адміністративно належала до Снятина на правах села. Протягом 1945—1947 років заселена українцями з Закерзоння. У 1950-х роках увійшла до меж Снятина як вулиця Гоголя.
В 2025 році про історію колонії було знято однойменний фільм на основі спогадів жителів та їх нащадків.

## Географія

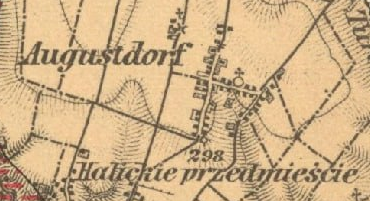
Августдорф на австрійській геологічній карті Снятина та околиць (1901)

Августдорф розташовувався на північний схід від центру Снятина, у межах Івано-Франківської області, на території Покуття поблизу кордону з Буковиною. Поселення розміщувалося в мальовничій долині, оточеній пагорбами та лісами, приблизно за 100 кілометрів на південний схід від Івано-Франківська. Географічні координати відповідали 48°27′ північної широти і 25°34′ східної довготи.
Невелика територія колонії зосереджувалася навколо сільськогосподарських угідь і житлових будинків німецьких поселенців. На схід від Августдорфу протікає ріка Турецький Потік. На заході колонія межувала з селом Потічок, на півдні — з селом Балки, на сході — з лісом села Оршівці, а на півночі — з сільськогосподарськими угіддями села Стецева. Нині місце, де розташовувався Августдорф, інтегроване в адміністративні кордони міста Снятин на правах вулиці Гоголя. Природній ландшафт на території колонії здебільшого зберігся.

## Походження назви
Назва «Августдорф» має декілька можливих версій походження. Вважалося, що колонія могла бути названа на честь останнього короля Польщі Станіслава-Августа Понятовського або на честь снятинського бургомістра Августа Теодоровича. Також існує легенда, що німці прибули в цю місцину в серпні (нім. August) опісля жнив. Найімовірніше, що назва колонії походить від назви міста Аугустдорф у федеральній землі Північний Рейн-Вестфалія, звідки походила більшість колоністів.

## Історія

### Австрійська доба
Перші німецькі поселенці з'явилися у Снятині наприкінці XVIII століття — між першим та другим поділами Речі Посполитої, внаслідок чого Галичина перейшла до Австро-Угорщини. Формування колонії Августдорф на півночі Снятина розпочалося у 1830-х роках. Датою заснування вважається 7 листопада 1837 року. Переважна більшість перших німців у колонії були вихідцями з Північного Рейну-Вестфалії, Баварії, Західної Австрії та Східної Пруссії.
Спершу в колонії мешкало близько 100 осіб, на початку XX століття у Снятині налічувалося вже 315 німців, 300 з яких жили в колонії. Серед поширених німецьких прізвищ у поселенні налічувалися Коп, Рікріх, Бах, Фраєр, Ловенберг, Ріппель, Пауер, Гавер, Фромбах, Поппель, Болембах, Нібергаль. Німці становили 90 % етнічного складу Августдорфу, решта 10 % — поляки, українці та євреї.
У поселенні налічувалося від 60 до 70 домогосподарств. Більшість німецьких обійсть мала по два будинки: один для старшого покоління, другий — для молодшого. Таким чином німці уникали сварок всередині родин.
Основним заняттям німецьких поселенців було рільництво, проте на початках болотяна місцевість Августдорфу заважала нормальній роботі. У 1830—1840-х роках німці провели меліорацію, осушивши болота, що дозволило займатися землеробством як для власних потреб, так і на продаж. Крім землеробів, Августдорф населяли тесляри, візники, ковалі, шевці та кравці.
1863 року у колонії збудували початкову школу, що, крім кількох класів, мала кухню та дві вчительські кімнати. Після четвертого класу учні могли продовжити навчання в Коломийській, Дрогобицькій гімназіях або у Снятині. 

### Перша світова війна
Вперше колонія була захоплена росіянами у жовтні 1914 року. Протягом вересня-жовтня того ж року на території колонії тривали активні бойові дії. Як наслідок, частина колоністів була змушена евакуюватись вглиб Австрії, а інша залишилась в російській окупації. Попередньо, у серпні 1914 року частина жителів Августдорфу була мобілізована в лави Австро-Угорської армії.
Вдруге Августдорф захоплено росіянами в 1916-му. За час бойових дій на території Августдорфа в 1916 році було знищено 37 помешкань німецьких колоністів.  Частина помешкань тих, хто евакуювався в Австрію була конфіскована росіянами для потреб власних військ. Остаточно колонію було звільнено з під російської окупації в 1917 році. 
Найвідомішим учасником Першої світової війни з Августдорфа був поручник 2-го полку УСС УГА Вільгельм Гавер.

### Міжвоєнна доба
У добу ЗУНР на Августдорфі з листопада 1918 року по травень 1919 року розміщувалася прикордонна залога УГА з сотні поручника М. Бурнадза, основним завданням якої був захист українсько-румунського кордону. Августдорфська прикордонна чота під командуванням чотаря Майданського мала 20 стрільців та 2 станкових кулемети.
За кілька кілометрів на північ від Августдорфу лежав хутір Теребежі. Після окупації Снятина польською армією в серпні 1919 року колонія в урядових документах 1919—1939 років мала назву Августів. З травня 1919 по вересень 1939 року поблизу Августдорфа проходив польсько-румунський кордон. До 1920-х років колонія не мала власного самоврядування, а з його появою нею керував українець Антін Петрик. 
У міжвоєнний період колонія була наполовину полонізованою, наполовину українізованою, але зі збереженою німецькою мовою, культурою та релігією. У 1933 році в колонії відкрили молитовний дім штундистів-баптистів, який утворили на противагу євангелістам. Колонія мала власну волейбольну команду (дружину), що брала участь у міжповітових змаганнях з командами Городенківщини та Косівщини.

### Ліквідація колонії
2 вересня 1939 року, на другий день Другої світової війни, чотирьох августдорфських німців заарештували за підозрою у співпраці з Вермахтом. 17—19 вересня 1939 року Червона армія окупувала Снятин, і з жовтня 1939 до липня 1940 року поблизу Августдорфа проходив радянсько-румунський кордон. 
В жовтні 1939 року почалася депортація німців до Німеччини. Місцевою комісією з виселення керували таємні агенти Абверу Баум і Фромбах. Загалом депортували близько 315 місцевих мешканців, що становило 90 % усього населення колонії. Певна частина населення переїхала до Баварії та в Північний Рейн-Вестфалію, інша — до Австрії, а частина — до Польщі. Депортації уникли німці, що мали українських чи польських дружин та літні люди.
Офіційно Августдорф приєднали до Снятина 1940 року. Упродовж 1944—1950 років він мав статус села у складі Снятинської міської ради, а з 1951 року став вулицею Гоголя в кордонах міста. 

У червні 1945 року до колишньої німецької колонії прибули 18 родин замішанців із села Бонарівка Стрижівського повіту Підкарпатського воєводства, які були представниками української етнічної групи з Закерзоння. Протягом 1946—1947 років в Августдорфі поселилися лемки з села Явірник. У 1948 році в Августдорфі оселилося кілька родин, відомих як ярослав'яки. Деякими поширеними прізвищами українців значилися Качмарський, Буцьо, Ґолей, Шуплат, Беднарчик, Голодинський, Пащак, Лиско, Макар, Савойко, Станчак, Горошко, Яворницький та Хом'як.

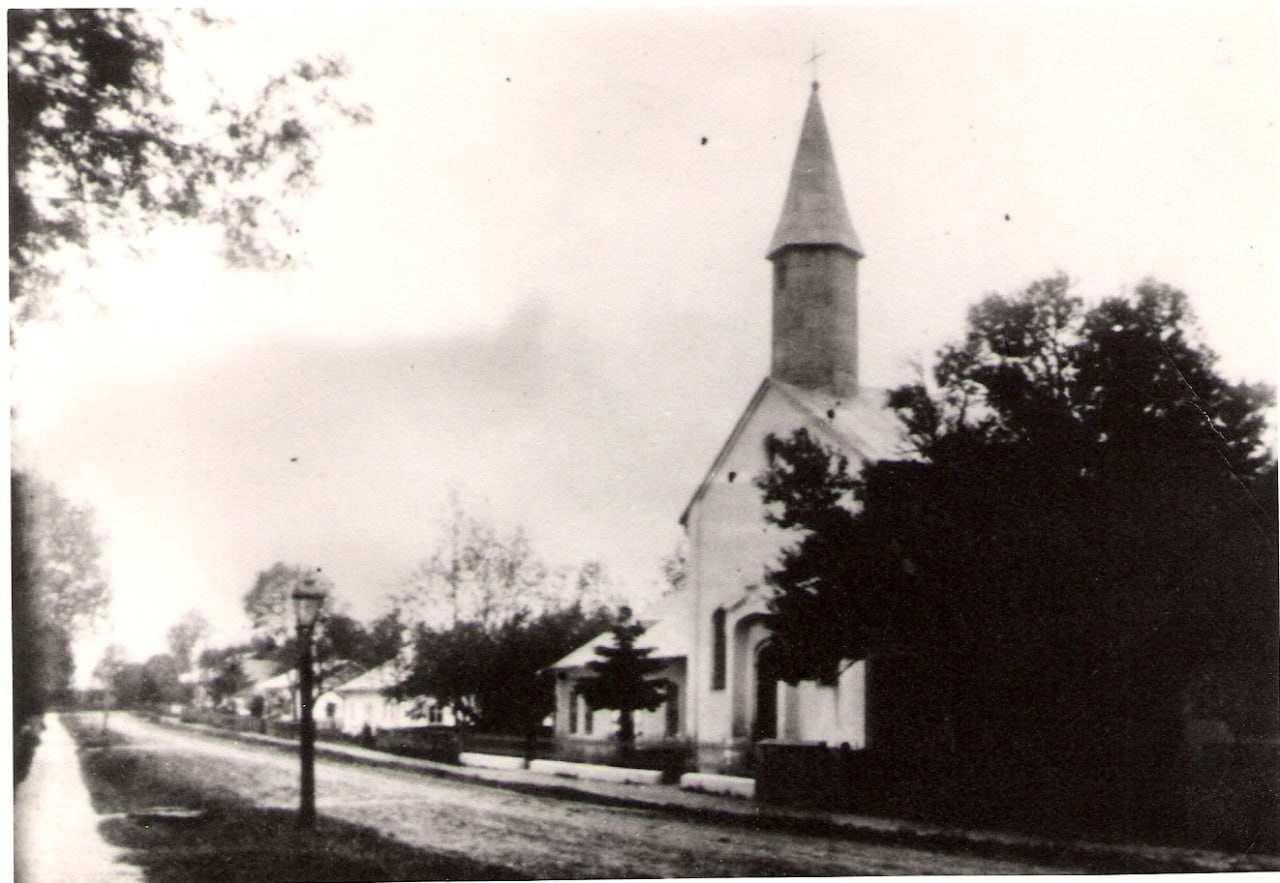
Кірха на Августдорфі, вересень 1902.

З кінця 1950-х кількість учнів в місцевій початковій школі зменшувалася. Більшість дітей навчалася у снятинській загальноосвітній школі № 1 (нині — Снятинський ліцей імені Василя Стефаника), тож згодом потреба в початковій школі відпала та близько 1964—1965 року її було закрито. 
Станом на 2025 рік Августдорф є історичним мікрорайоном Снятина.

## Видатні особистості

### Уродженці Августдорфу
- Вільгельм Гавер (нар. 23 вересня 1895 — пом. ?) — поручник 1-ї бригади УСС УГА. Весною 1919 року потрапив у польський полон[7].
- Петро Калитчук (нар. ? — пом. 27 серпня 1919) — стрілець УГА, загинув від голоду та знущань у польському полоні[16].
- Отто Рікріх (нар. 6 травня 1913 — пом. ?) — офіцер гестапо в Станіславові у 1941—1944 роках[17].

### Пов'язані з Августдорфом
- Буцьо Зиновій Юрійович (нар. 1939) — український державний і громадський діяч, меценат, заслужений і почесний енергетик України. Проживав на Августдорфі протягом 1945—1950-х років[18].
- Лукавецький Ярослав Корнилович (нар. 1908 — пом. 1993) — видатний український художник школи Олекси Новаківського, чия матір Ядвіга (нар. 1888 — пом. 1976) походила з родини августдорфських ковалів Гергестаймерів[19].
- Хом'як Іван Васильович (нар. 1943) — художник та конструктор меблів, житель Августдорфу з 1968 року[20].

## Пам'ятки, визначні місця
На території колишньої колонії розташовується кам'яна євангелістська кірха, збудована у 1868 році на заміну дерев'яної, створеної у 1830-х роках. Парафіянами євангелістської кірхи були близько 90 % мешканців колонії. У радянські часи святиню перетворили на клуб, згодом — склад технічної солі для потреб навчального господарства при Снятинському сільськогосподарському технікумі. Внаслідок зберігання солі у будівлі церква була сильно пошкоджена і не підлягає реставрації.
Збережена будівля чотирикласної школи, збудована у 1863 році, що нині виконує функцію звичайної житлової будівлі.

Частково збереглися два цвинтарі. Перший, облаштований ще у 1830-х роках, був основним цвинтарем до 1912 року. Після великої пожежі у Снятині та на його околицях, новий цвинтар облаштували перед початком колонії, щоб уникнути втрати культового простору. Від цвинтаря перших колоністів залишився один кам'яний хрест, в той час, як на новому цвинтарі оригінальних німецьких могил станом на 2025 рік збережено кілька десятків.

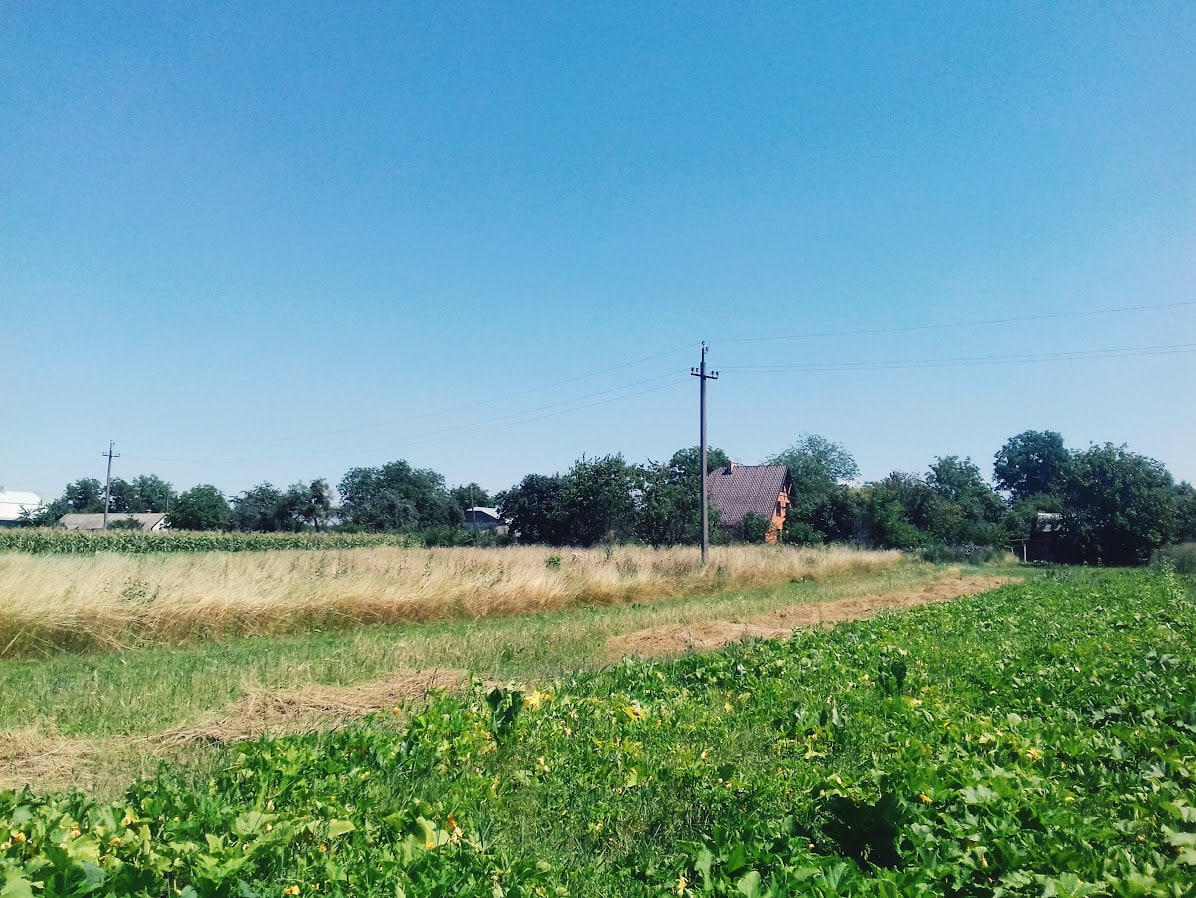
Вид на будинок № 39
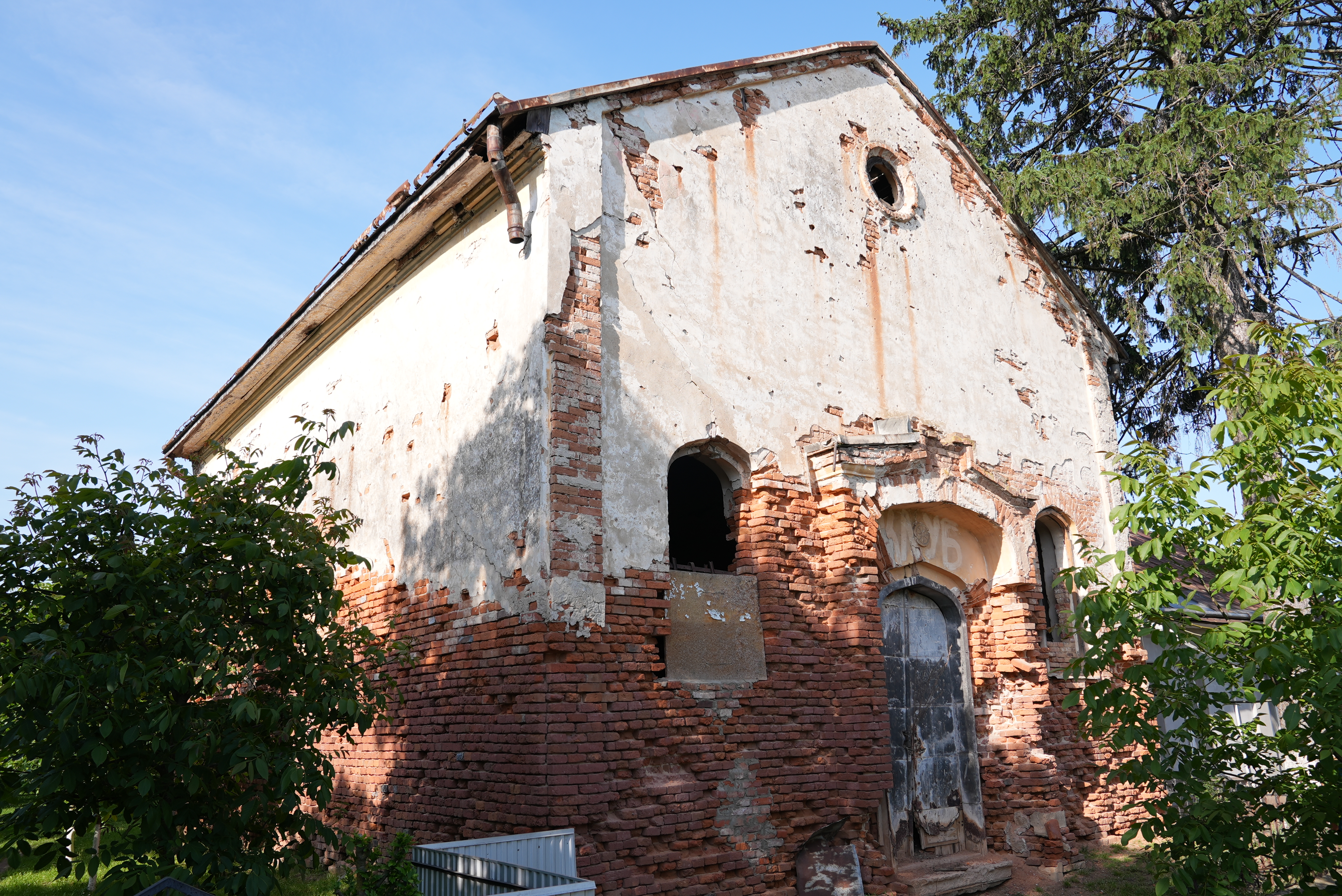
Кірха колонії Августдорф
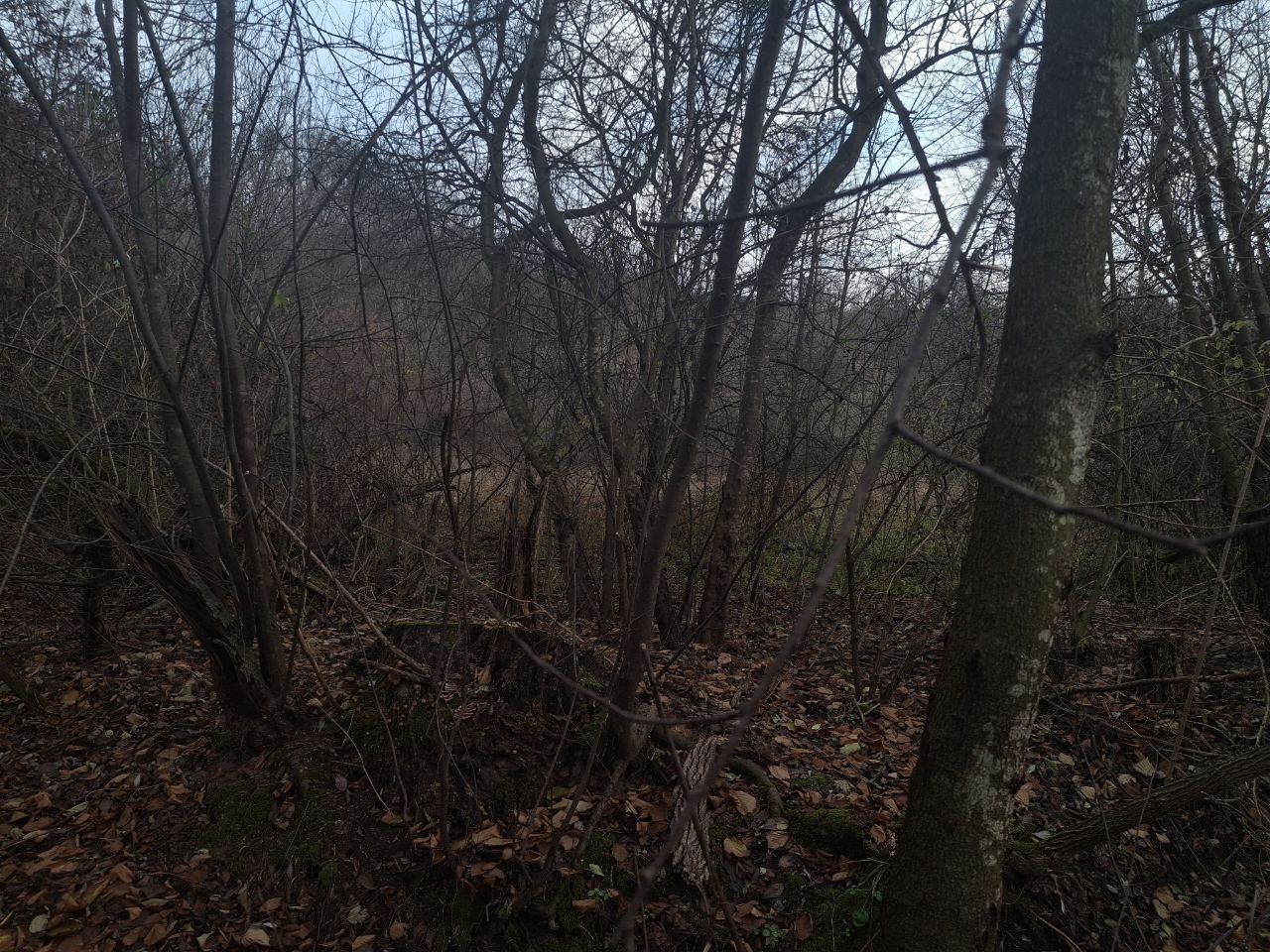
Залишки русла річки Турецький Потік
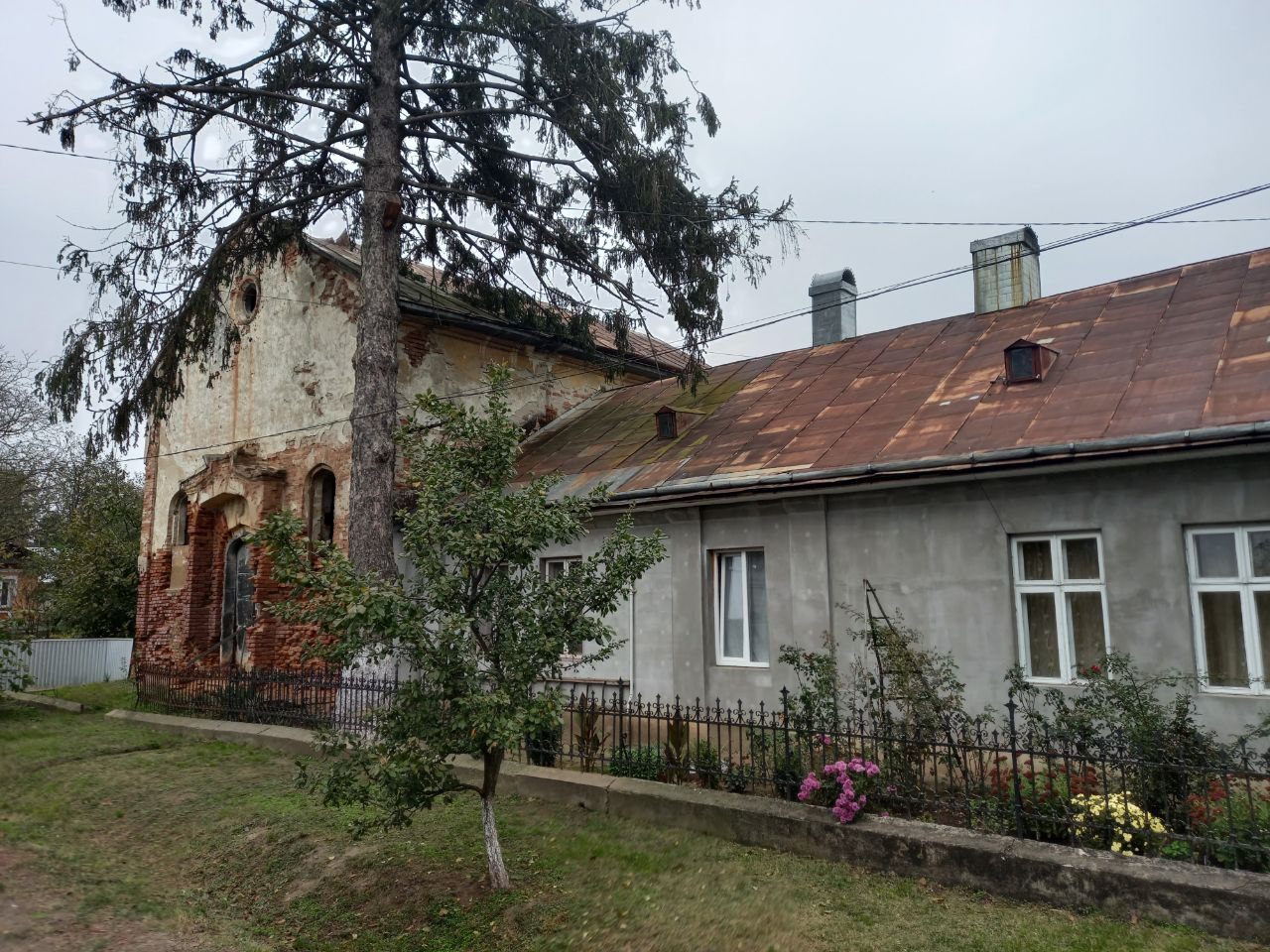
Школа колонії Августдорф
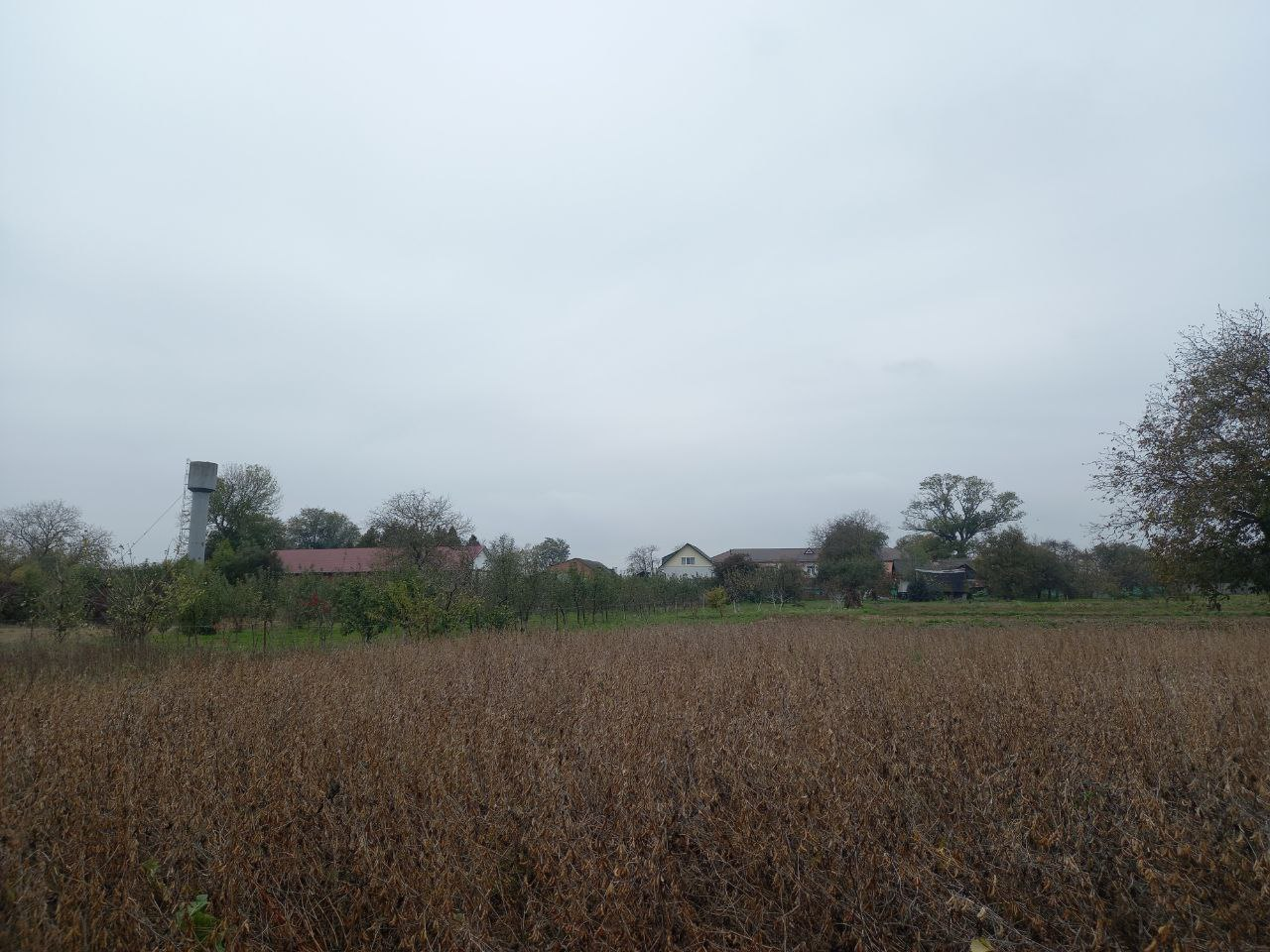
Район старого цвинтаря
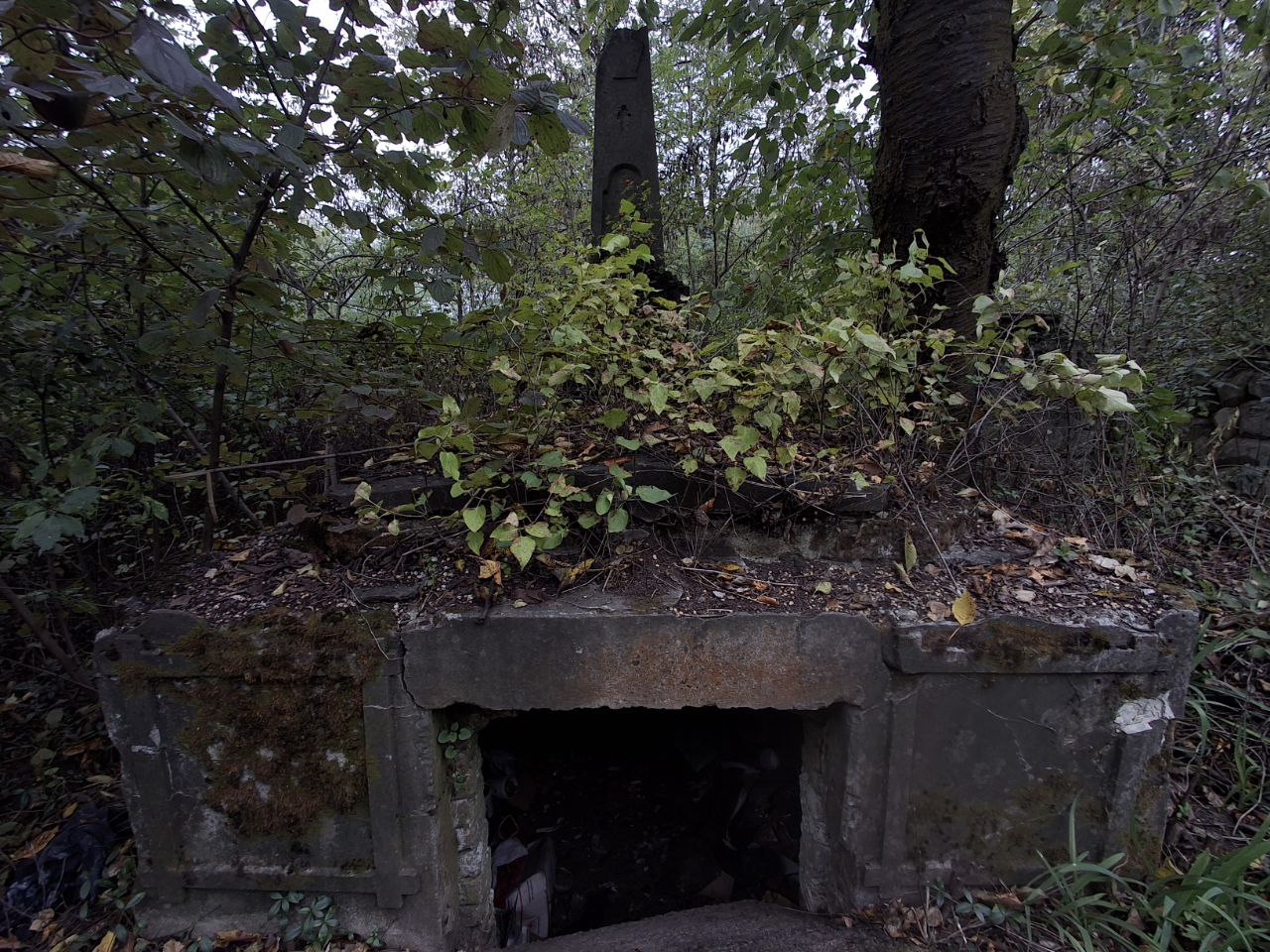
Невідома німецька гробниця
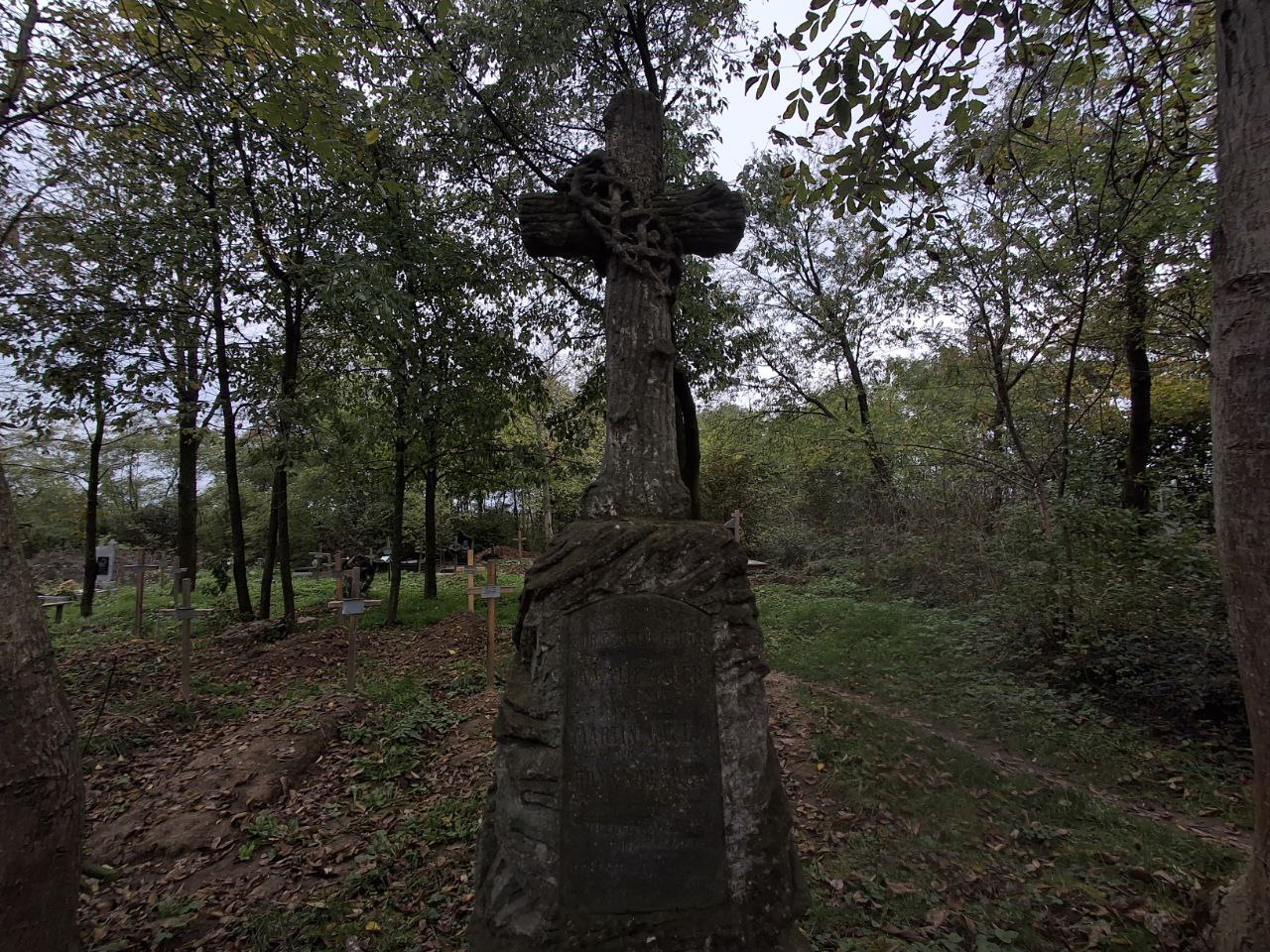
Могила родини Гаверів у Августдорфі

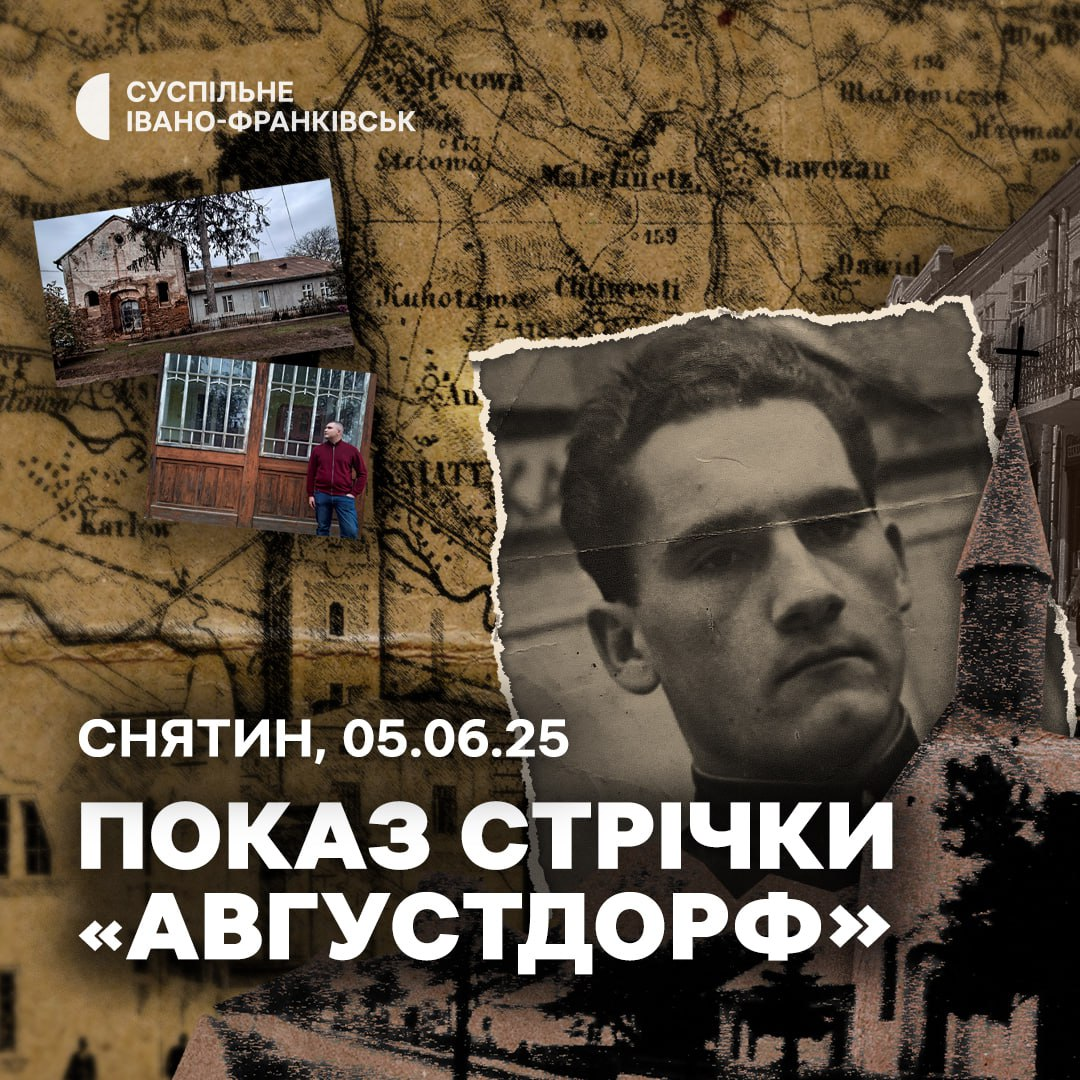
Анонс презентації фільму про Августдорф у Снятині на 5 червня 2025.

## Телевізійний спецпроєкт
23 січня 2025 року Національна суспільна телерадіокомпанія України анонсувало вихід спецпроєкту від регіональної суспільної телерадіокомпанії Суспільне Івано-Франківськ під назвою «Августдорф» за участю місцевих жителів та дослідника історії колонії, історика Андрія Бойди. Проєкт висвітлює виникнення, історію та зникнення колонії. За два дні на Youtube-каналі Суспільне Івано-Франківськ вийшов документальний фільм «Августдорф: від однієї з найбільших німецьких колоній Галичини до вулиці-пустки». 
30 травня 2025 року Суспільне Івано-Франківськ анонсувало показ стрічки в будинку культури у Снятині за участю авторів проєкту. 5 червня 2025 року відбувся показ «Августдорфу» за участі директора Суспільне Івано-Франківськ Василя Скрипки, співавтора проєкту Степана Пенкалюка та ініціатора створення, співавтора фільму Андрія Бойди. У заході, який пройшов у Снятинському будинку культури, взяло участь 70 жителів Снятинської МТГ. Захід зустріли оваціями та пропозиціями щодо нових проєктів про історію Снятина. 
11 липня 2025 року історика Андрія Бойду за створення фільму відзначено літературно-мистецькою премією імені Марка Черемшини.